# Söhne und Liebhaber (Film)
Söhne und Liebhaber ist ein britisches Filmdrama aus dem Jahr 1960 von Jack Cardiff nach dem 1913 erschienenen Roman Sons and Lovers von D. H. Lawrence.

## Handlung
Paul Morel ist der sensible Sohn des Minenarbeiters Walter und dessen herrischer Frau Gertrude und lebt mit seiner Familie in einer öden Stadt im Norden Englands. Gertrude will Pauls künstlerische Talente fördern, was Walter ablehnt. Paul, der sich gerne in seine Bücher vergräbt, findet in Miriam Leivers eine Leidensgenossin. Miriam ist die Tochter eines Farmers und einer puritanischen Mutter, die ihr eintrichtert, dass Sex schmutzig sei und nur der Fortpflanzung diene.
Als Pauls Bruder Arthur bei einer Minenkatastrophe ums Leben kommt, kehrt sein anderer Bruder William, der in London als Angestellter gearbeitet hat, zum Begräbnis heim. Bevor William nach der Beerdigung den Zug nach London besteigt, informiert er seine Mutter, dass er seine Freundin Louise Weston zu heiraten gedenkt. Gertrude wird depressiv, weil sie befürchtet, dass William sie wegen seiner Frau nicht mehr lieben würde. Um seine Mutter aufzumuntern, nimmt Paul sie zu einer Kunstausstellung nach Nottingham mit. Dort ist auch eins seiner Gemälde ausgestellt. Als Paul sich jedoch mit Miriam zum Abendessen zurückziehen will, fühlt sich die besitzergreifende Gertrude wieder zurückgesetzt. William, ärgerlich über Gertrudes ständige Bemutterung, betrinkt sich und stürmt aus dem Haus.
Am nächsten Tag sucht Henry Hadlock, ein Kunstförderer, das Haus der Morels auf. Er bietet an, Paul auf eine Kunstakademie in London zu schicken. Mit der freudigen Botschaft eilt Paul zu Miriam und will sie küssen, doch er wird von ihr abgewiesen. Paul wirft ihr vor, ihn nicht als Mann zu akzeptieren, sondern nur an seiner Spiritualität interessiert zu sein. Zur gleichen Zeit kehrt Pauls Vater angetrunken heim, brüllt Gertrude an und schließt sie aus. Als Paul nach Hause kommt, findet er seine Mutter auf der Veranda vor und bricht die Tür auf. Gertrude wünscht sich den jungen Walter zurück, den sie geliebt hat, bevor er sich zu einem trunksüchtigen und verantwortungslosen Ernährer wandelte. Um sich um seine Mutter kümmern zu können, verzichtet Paul auf die Kunstakademie und nimmt eine Arbeit in einer Fabrik für chirurgische Instrumente an. Als Paul seine Arbeitsstelle antritt, lernt er Clara Dawes kennen, die in der Fabrik als Aufseherin arbeitet. Clara tritt für die Frauenrechte ein, was zur Trennung von ihrem Ehemann Baxter führte, der ebenfalls in der Fabrik arbeitet. Nach der Arbeit fährt Paul mit dem Fahrrad zu Miriam, die schließlich mit ihm schläft.
Zu Weihnachten kommt William mit Louise zu Besuch. Er vertraut Paul an, dass er Louise liebe, weil sie das genaue Gegenteil von Gertrude sei. Paul stellt den Sinn von Beziehungen in Frage und will sich von Miriam zurückziehen. Als Paul Clara bei einer Kundgebung von Frauenrechtlerinnen sieht und sich mit ihr unterhält, ist er von ihrer Ansicht über die freie Liebe fasziniert. Paul beginnt, sich, zum Ärger von Gertrude, mit der verheirateten Clara zu treffen. An einem Abend verpasst Paul seinen Zug. Clara bietet ihm an, im Hause ihrer Mutter zu übernachten. Zwar ärgert sich Claras Mutter über die späte Stunde. Doch zwischen Clara und Paul steigt die sexuelle Spannung. Als die Mutter endlich zu Bett geht, ist Pauls Verlangen so groß, dass er sich zu Clara schleicht und mit ihr schläft.
Als Gerüchte über ihr Verhältnis in der Fabrik die Runde machen, fordert Baxter Paul auf, sich von seiner Frau fernzuhalten. Paul versichert seiner Mutter, dass er, solange sie lebe, nicht heiraten werde. Paul und Clara wollen ein paar freie Tage an der Küste verbringen. Walter ist wütend, dass sich sein Sohn mit einer verheirateten Frau einlässt. Er macht Gertrude schwere Vorwürfe, das Leben ihres Sohnes zu ruinieren. Wieder schläft Paul mit Clara, doch sie bemerkt, dass er nicht ganz bei der Sache ist. Als Paul zurück nach Hause fährt, wird er am Bahnhof vom eifersüchtigen Baxter erwartet und verprügelt. Zu Hause findet Paul seine Mutter im Bett vor. Sie erscheint ihm müde und ermattet.
Clara erhält am nächsten Tag die Nachricht, dass ihr Mann Baxter bei einem Unfall verletzt wurde. An Claras Reaktion erkennt Paul, dass sie ihren Mann immer noch liebt. Gertrudes Zustand verschlechtert sich, der gerufene Arzt stellt fest, dass sie einen Herzanfall erlitten hat. Ein weiterer Anfall würde sie töten. Walter bereut seine Aggressivität gegenüber Gertrude. Am nächsten Morgen erleidet Gertrude einen weiteren Herzanfall und stirbt. Paul fühlt nur noch Leere ohne seine geliebte Mutter. Pauls Selbstmitleid verärgert Walter. Er will, dass Paul, so wie es Gertrude auch wollte, etwas aus sich macht.
Paul begegnet Miriam, die nach London reisen will, um dort als Lehrerin zu arbeiten. Sie schlägt ihm vor, mitzukommen und dort zu heiraten, damit sie sich um ihn kümmern könne. Doch Paul lehnt ab. Er will frei sein, ohne Abhängigkeit von jemandem, damit er lernen kann, was es heißt, zu leben.

## Kritiken
„Atmosphärisch dichte, gut besetzte Romanverfilmung.“

„Das Thema des klassischen englischen Romans ist ehrlich erhalten geblieben. […] Eine exzellente Besetzung britischer Schauspieler (und eines Amerikaners) spielt gut.“

„Eine gut gemachte und gewissenhafte Adaption von D. H. Lawrences berühmten Roman, reibungslos inszeniert von Jack Cardiff und großartig gespielt von einer namhaften Besetzung.“

## Auszeichnungen
- Gewinn
  - 1960: Best Cinematography Award für Freddie Francis von der British Society of Cinematographers
  - 1960: NBR Award für Jack Cardiff in den Kategorien Bester Film und Beste Regie
  - 1961: Oscar für Freddie Francis in der Kategorie Beste Kamera (s/w)
  - 1961: Golden Globe für Jack Cardiff in der Kategorie Beste Regie
  - 1961: New York Film Critics Circle Awards für Jack Cardiff in den Kategorien Bester Film und Beste Regie
- Nominierungen
  - 1960: Goldene Palme
  - 1961: Oscar-Nominierungen in den Kategorien Bester Film, Beste Regie, Bester Hauptdarsteller (Trevor Howard), Beste Nebendarstellerin (Mary Ure), Bestes adaptiertes Drehbuch und Bestes Szenenbild (s/w) (Thomas N. Morahan, Lionel Couch)
  - 1961: Nominierungen für den Golden Globe in den Kategorien Bester Film (Drama), Bester Hauptdarsteller (Drama) (Trevor Howard und Dean Stockwell) und Beste Nebendarstellerin (Mary Ure)
  - 1961: British Academy Film Award in der Kategorie Beste Hauptdarstellerin (Wendy Hiller)
  - 1961: DGA-Award der Directors Guild of America
  - 1961: WGA-Award der Writers Guild of America

## Hintergrund
Die Premiere fand im Mai 1960 bei den Internationalen Filmfestspielen von Cannes statt. In Deutschland kam der Film am 22. Juli 1960 in die Kinos.
Gedreht wurde in Nottingham.
Produzent Jerry Wald hatte die Filmrechte am Roman 1954 gekauft. Zu der Zeit arbeitete er für Columbia Pictures. Eine Abhandlung des Drehbuchs wurde an die Zensurbehörde PCA geschickt, die dem Projekt jedoch ablehnend gegenüberstand. Die Beziehung zwischen Clara und Paul war zu ausgedehnt und detailliert. Nachdem Wald zur 20th Century Fox gewechselt war und eine weitere Abhandlung an die PCA gesandt hatte, bekam er wieder eine Ablehnung. Die PCA kritisierte den Mangel an Moral wegen der schon vorher kritisierten Beziehung sowie Pauls an Inzest erinnerndes Verhältnis zu seiner Mutter.